# Frederik Ruysch
Frederik Ruysch, né le 23 mars 1638 à La Haye et mort le 22 février 1731 à Amsterdam, est un médecin néerlandais, professeur d'anatomie et de botanique à l'Athenaeum Illustre qui deviendra l'Université d'Amsterdam.
Il est surtout connu pour sa collection de pièces anatomiques rares, acquise par le tsar Pierre le Grand, et dont plus de 900 pièces sont encore conservées et étudiées au début du XXIe siècle (Musée Pierre Le Grand de Saint-Petersbourg).

## Contexte
Aux Pays-Bas, la dissection anatomique de cadavres humains est illégale jusqu'en 1555, où elle devient autorisée sur les cadavres d'hommes seulement. Les autorités d'Amsterdam ne veulent pas laisser cette pratique dépendre de la guilde des chirurgiens, aussi nomment-elles un praelector, un docteur d'université ou anatomiste municipal, ayant seul le droit de disséquer un nombre donné de cadavres par an, dont une dissection au moins ouverte au public.
Au début du XVIIe siècle, les Pays-Bas connaissent un profond changement intellectuel, sous l'effet de la Réforme et de l'influence de René Descartes (1596-1650) installé en Hollande à partir de 1629. Le déterminisme de Descartes et sa théorie de l'animal-machine, la découverte de la circulation du sang (1628) par William Harvey encouragent les savants à abandonner la théorie humorale pour développer les techniques de vivissection animale et de dissection humaine. Ce faisant, ils découvrent de nouveaux procédés d'études, de préparations et de conservations des pièces obtenues (« démontage », comme on le ferait en horlogerie, d'une « merveille de la nature »).
Ce nouvel intérêt n'est pas seulement universitaire, il est aussi rite social et loisir privé, favorisé par les subventions des grands marchands d'une puissance commerciale en plein essor. C'est ainsi qu'un petit pays protestant, les Pays-Bas, devient l'épicentre d'une nouvelle pensée scientifique, assumant un rôle dirigeant des idées médicales au cours du XVIIe siècle et de la première partie du XVIIIe siècle.

## Biographie

### Jeunesse et formation
Frederik Ruysch est le fils d’un secrétaire, fonctionnaire aux États Généraux. La mort prématurée de son père en 1654 fait que sa première jeunesse se passe comme apprenti chez un apothicaire.
En 1661, à l'âge de 23 ans, il est admis à la guilde des apothicaires. La même année, il épouse Maria Post, fille de Pieter Post (1608-1669) célèbre architecte auprès du prince Frédéric-Henri d'Orange (1584-1647). De cette union, deux enfants parviendront à l'âge adulte : Hendrick Ruysch, médecin botaniste comme son père, et Rachel Ruysch  (1664-1750) peintre de nature morte florale, elle-même épouse du peintre Juriaen Pool (en) (1666-1745).
Après son mariage, Ruysch fait ses études de médecine à Leyde, université de plus en plus célèbre pour ses travaux et collections anatomiques. Il a pour maîtres Johannes Van Horne (1621-1670) et Franciscus Sylvius (1614-1672), et comme condisciples  Jan Swammerdam (1637-1680) et Reinier de Graaf (1641-1673). Il obtient son diplôme en 1664 avec sa thèse De pleuritide (Sur la pleurésie).
Il s'établit comme médecin à La Haye où il est immédiatement confronté à une épidémie de peste (cette peste des Pays-Bas s'étendra à l'Angleterre, grande peste de Londres en 1665),.

### Carrière

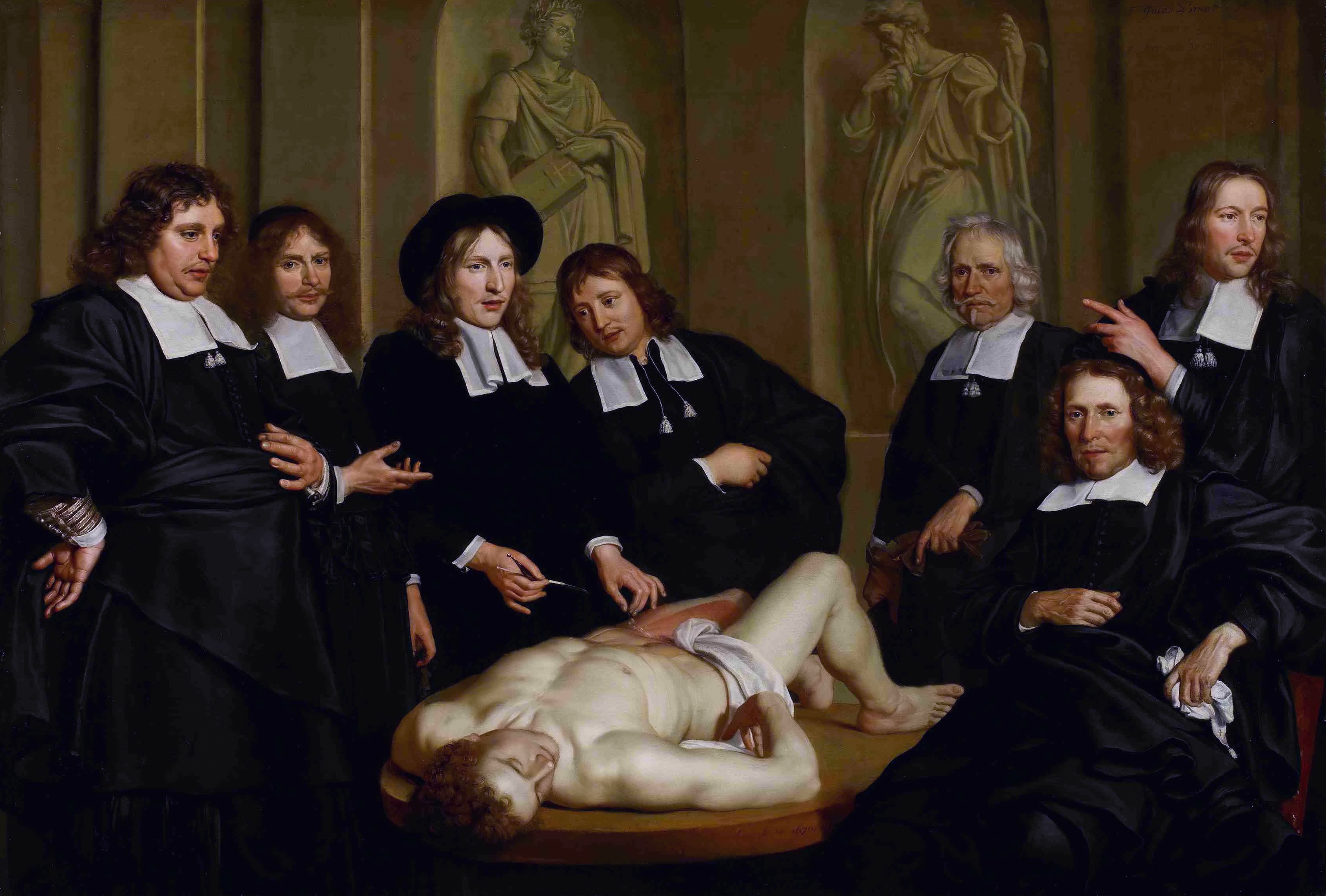
La lecon d'anatomie de Frederik Ruysch (1670) par Adriaen Backer.

En 1667, il succède à Jan Deyman (1620-1666) comme praelector d'anatomie et de chirurgie de la ville d'Amsterdam. Il occupera ce poste prestigieux jusqu'à sa mort en 1731. Le rôle de praelector (littéralement maître qui explique en lisant) était alors, non seulement d'être professeur des apprentis-chirurgiens, mais aussi d'être le maître d'œuvre des démonstrations publiques d'anatomie. Ces conférences-spectacles pouvaient attirer non seulement le grand public d'Amsterdam, mais aussi des médecins, princes et monarques de toute l'Europe.
À partir de 1668, il est instructeur en chef des sages-femmes de la ville, Amsterdam est l'une des premières villes d'Europe à contrôler les compétences des sages-femmes. En 1679, il est médecin légiste à la cour d’Amsterdam.
Ruysch est aussi le premier anatomiste d'Amsterdam à disséquer les cadavres de femmes à partir de 1684. En 1685, il est nommé professeur de botanique à l'Atheneum Illustre, future Université d'Amsterdam.
En 1728, il se fracture le col du fémur lors d'une chute accidentelle. Infirme, ne pouvant marcher sans être soutenu, il reste sain d'esprit, et meurt d'une fièvre trois ans plus tard, à l'âge de 93 ans,.« Une fort longue vie lui a procuré le plaisir de ne voir aucune de ses pièces se gâter par les ans, et de ne pouvoir fixer un terme à leur durée (...) Les momies de M. Ruysch prolongeaient en quelque sorte la vie, au lieu que celles de l'ancienne Égypte ne prolongeaient que la mort ».

### Peinture

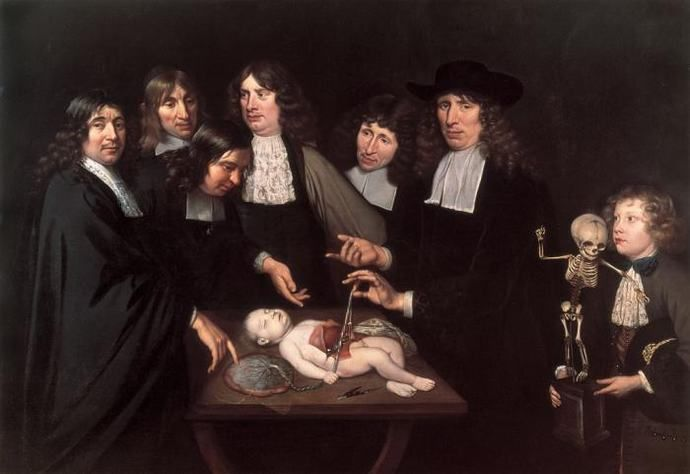
La leçon d'anatomie de Frederick Ruysch (1683), par Jan van Neck.

Au XVIIe siècle, les professeurs de médecine font figure de grands personnages, et les artistes-peintres s'honorent de faire le portrait des médecins de renom. Plusieurs portraits de Frederik Ruysch sont ainsi connus dont celui par Juriaen Pool (en) (1694).
De 1603 à 1758, la guilde des chirurgiens d'Amsterdam commande une série de portraits en groupe (leçons d'anatomie), dont les plus fameuses sont celles de Rembrandt (1606-1669) : La Leçon d'anatomie du docteur Tulp (1632) et La Leçon d'anatomie du docteur Deyman (1656). Ces toiles sont conservées au Rijksmuseum Amsterdam, sauf celle de Rembrand (1632) qui est au Mauritshuis de La Haye. Les tableaux de Rembrand montrent un cadavre raide et grisâtre, disséqué par les praelector qui ont précédé Ruysch.
Il existe deux « leçons d'anatomie du docteur Ruysch »: celle d'Adriaen Backer (nl)(1670) et celle de Jan van Neck (1683). Les deux peintres mineurs, qui s'inspirent de Rembrandt et de son clair-obscur, montrent un cadavre rose et relâché, « vivant endormi », dont l'apparence est le résultat d'une préparation effectuée par Ruysch. Il apparait alors que le véritable artiste (reproduction selon nature) est Ruysch lui-même, devant qui les auteurs peintres s'inclinent, en le reconnaissant comme leur maître.

## Travaux

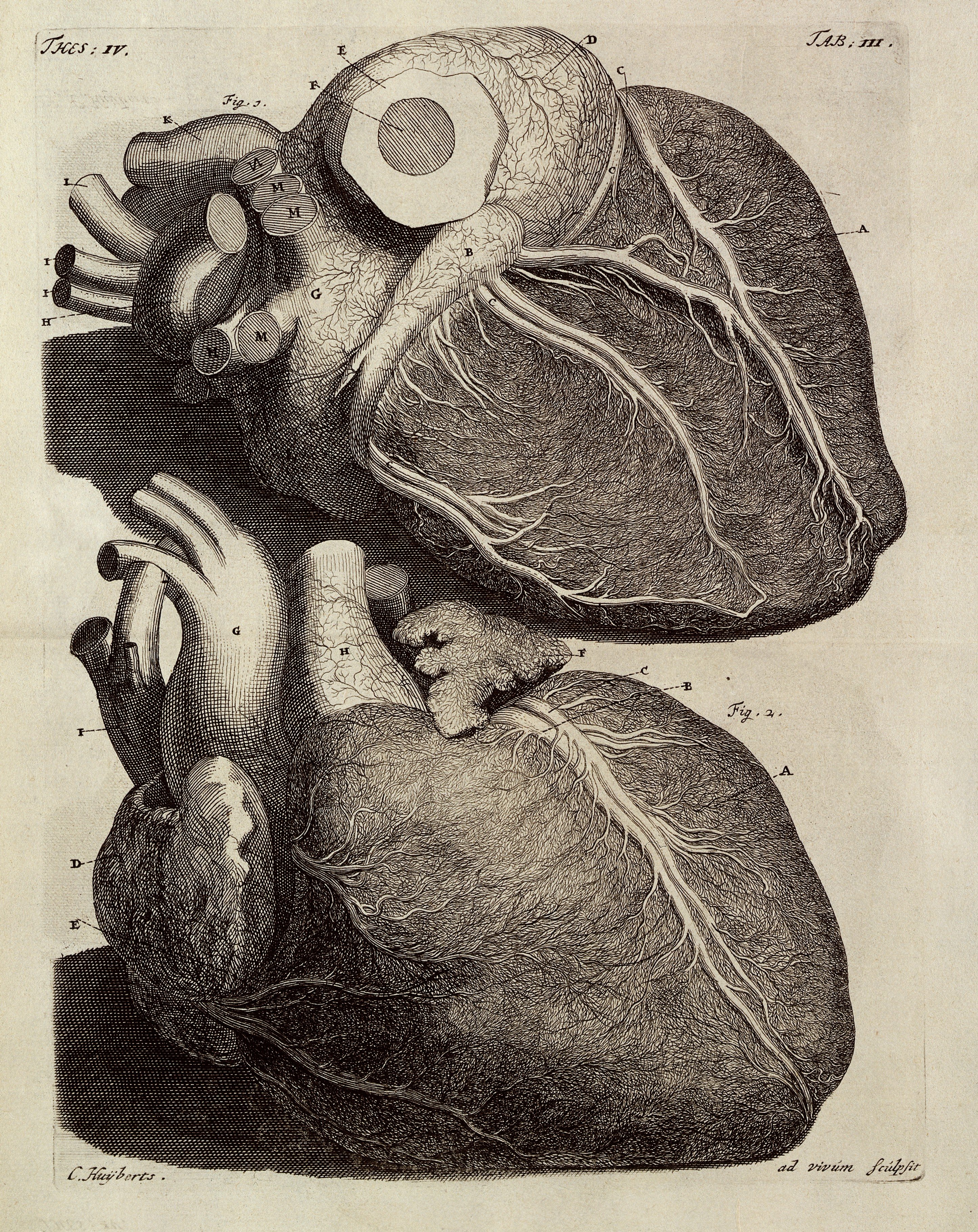
Le cœur et ses propres vaisseaux. Illustration du Thesaurus anatomicus primus de Ruysch.

Ruysch fait partie de ceux qui développent le procédé des injections vasculaires permettant de visualiser le trajet des vaisseaux sur le cadavre,. Son degré de finesse est tel qu'il parvient à démontrer la vascularisation de la dent, les réseaux capillaires de l'œil ou du cerveau.
Il réussit des préparations de très grande qualité en utilisant de la cire additionnée de cinabre, de colophane et de suif, le tout dilué avec de l'alcool et de la térébenthine. Il découvre ainsi la présence de valves dans le système lymphatique. Il montre que la nutrition des poumons est le fait des artères bronchiques et non des artères pulmonaires. Il conçoit le corpuscule rénal comme une pelote de vaisseaux minuscules (glomérule).
Il publie un atlas dont les images font partie des premières représentations d'anévrysme de l'aorte, de cirrhose du foie, de calculs rénaux, de tumeurs du rectum et de l'estomac.
Il développe également de remarquables techniques pour la préservation de spécimens anatomiques ainsi que la création de dioramas. Sa mise au point de l'embaumement est si parfaite, qu'il réalise à partir de 1666, une collection de « momies » qui, disait-on, « avaient plus l'apparence de vivants endormis que de cadavres inanimés » .
Par ses techniques, Ruysch peut organiser une séance publique de dissection en été, alors qu'auparavant elles n'avaient lieu que l'hiver. En 1695, la séance annuelle de dissection publique s'annonce ainsi « Monsieur Frederik Ruysch dissèquera le 18 juillet le corps d'un jeune garçon, mort depuis plus de deux ans ».

## Collections

### Organisation

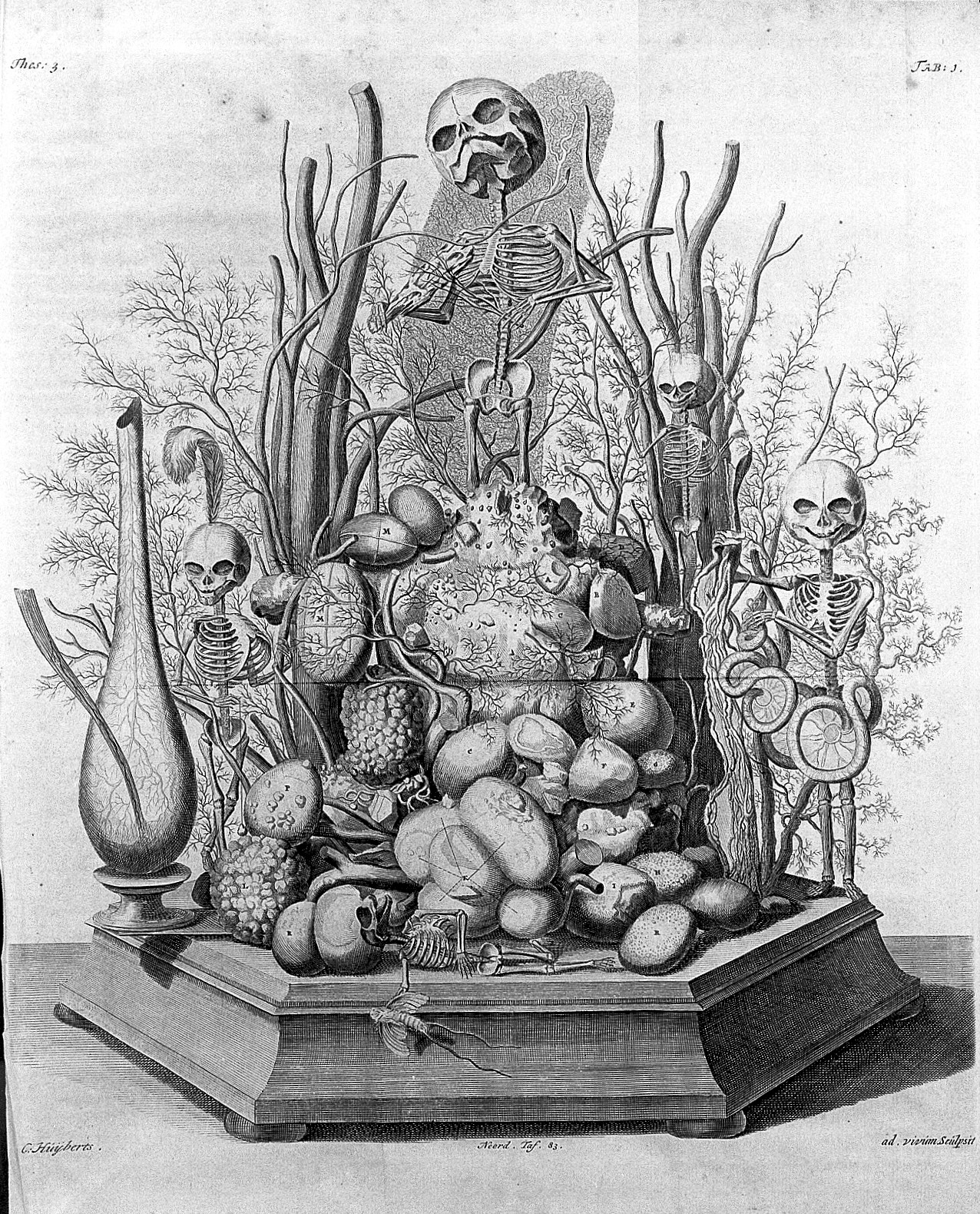
5 squelettes d'enfants autour d'un monticule de calculs (lithiase biliaire, lithiase urinaire...) et de divers organes momifiés. Ce type de diorama pouvait s'accompagner d'une sentence comme : « La mort n'épargne personne, pas même les nourrissons sans défense ».

Ses collections anatomiques ne relevaient pas seulement d'une curiosité ou d'un intérêt scientifique, mais aussi de l'exhibition et du spectacle, en étant ouvertes au public, afin d'impressionner collègues et contemporains. La collection Ruysch est la première de ce genre, et cet exemple sera suivi de beaucoup d'autres au cours du XVIIIe siècle.
Il s'agit de collections-expositions, accessibles contre paiement de billet d'entrée. Ces expositions auraient fonctionné comme un étal de marché, où il est possible de toucher, manipuler et examiner les objets. Ruysch se veut didactique, il annonce «Vene, vidi et judica nil tuis oculis» (Venez, voyez, et jugez par vos propres yeux).
À partir de 1695, les visiteurs de marque sont invités à signer un livre d'or, l'Album Amicorum qui se termine en 1730. Il comporte près de 200 noms (princes, nobles, prélats, professeurs d'université, médecins et étudiants en médecine...), venus de toute l'Europe, avec des commentaires d'une demi-page en moyenne pour chacun. Les Français sont surtout des chirurgiens. Selon Fontenelle : « C'était pour  les étrangers une  des plus grandes  merveilles des  Pays-Bas, que  ce  Cabinet de M. Ruysch. Les savants seuls l'admiraient  dignement,  tout le reste voulait seulement se vanter de l'avoir  vu. »

### Interprétations
Ruysch se veut aussi moraliste, par exemple une de ses préparations en bocal est un cœur d'adulte dans une main d'enfant, une allégorie de la brièveté de la vie et de la perte de l'innocence. Ses préparations se présentent avec des citations de poètes latins pour en éclairer le sens et inciter à la méditation.
Le spécimen anatomique appartient au genre artistique des vanités, où le spectateur est confronté à sa propre nature de mortel. Ruysch est, pour ses contemporains, celui dont l'œuvre est capable « d'effrayer même la Mort », avec ses momies d'enfants habillés (pour cacher les artifices de préparation), aux yeux de verre, qui sourient aux visiteurs, et qui paraissent « prêtes à parler ». Lors de sa première visite en 1697, Pierre le Grand émerveillé, aurait ainsi baisé la tête d'un enfant. Légendaire ou pas, l'anecdote révèle la double reconnaissance de Ruysch comme anatomiste et comme artiste, maitrisant les techniques d'embaumement et suscitant des émotions.
Au regard moderne (plus éloigné de la mort), les œuvres de Ruysch apparaissent comme grotesques, ou cauchemardesques et bizarres, alors que pour les contemporains du XVIIe siècle (confrontés sans cesse à la mort dans leurs vies) elles apparaissaient comme des merveilles, familières et réalistes.

### Transmission

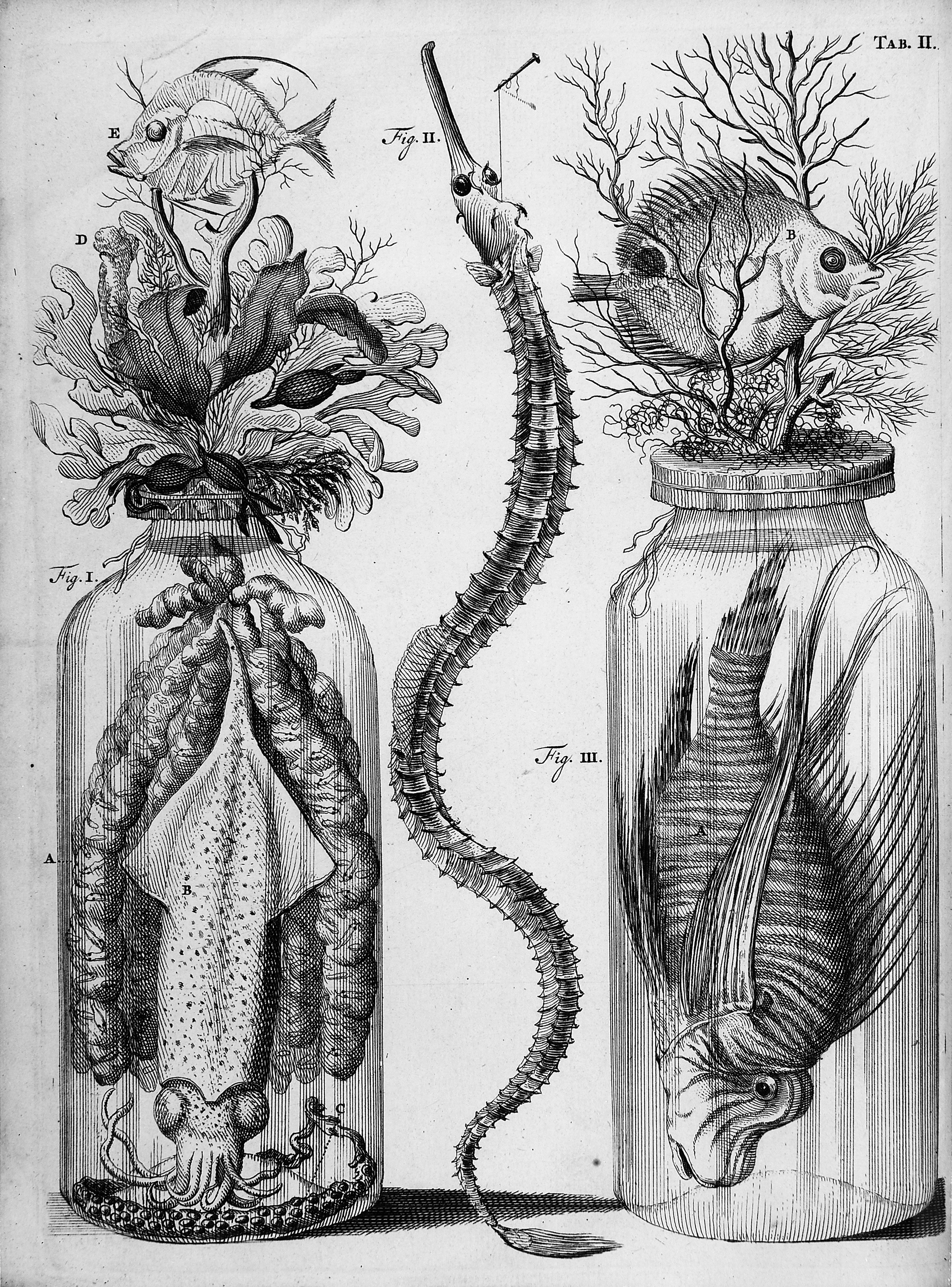
Préparations zoologique et botanique, illustration du Thesaurus...

La première collection de Ruysch, représentant près de 2 000 pièces classées en 12 cabinet de curiosités, est acquise en 1717 par le tsar Pierre le Grand pour la somme de trente mille florins. Elle est d'abord placée au Palais d'Été, puis au Musée Pierre Le Grand de Saint-Petersbourg,.
Ruysch en commence immédiatement une autre. À sa mort en 1731, cette deuxième collection comprend près de 1300 pièces, organisées en 9 cabinets. Elle est achetée par le roi de Pologne Auguste II, mais à la mort de celui-ci en 1733, elle est aussitôt dispersée et vendue aux enchères, et les historiens perdent la trace de ces spécimens,.
Aucun de ses dioramas ne lui a survécu autrement que par des illustrations, gravées notamment par Cornelius Huyberts. Au fil des siècles, près de la moitié de la collection acquise par Pierre le Grand est dispersée ou perdue.
Selon une légende toujours tenace, les marins du navire amenant la collection à Saint Petersbourg auraient bu l'alcool des pièces embaumées,. En fait les conservateurs russes ont bien pris soin de la collection, mais ils n'ont pu empêcher sa dégradation au fil du temps. Elle était d'environ 1500 pièces en 1808, 1086 en 1903, et 935 en 1947.

### Conséquences en Russie
De retour en Russie, Pierre le Grand lève l'interdiction de pratiquer des autopsies, et s'essaye lui-même à pratiquer des dissections. L'acquisition de la collection Ruysch (et de ses « secrets » de préservation) mène à la fondation du Kunstkamera (Musée Pierre le Grand). Le tsar signe un « décret sur les monstres » ordonnant de rassembler les naissances monstrueuses et autres « curiosités » pour les étudier. Cette mesure, qui va à l'encontre des superstitions et croyances diaboliques, s'inscrit dans une volonté de moderniser la Russie,.

### Analyse moderne
Au début du XXIe siècle, 916 spécimens, échappés à l'usure du temps, sont attribués à la collection Ruysch : coraux, fœtus humains, animaux exotiques... encore conservés grâce à sa liqueur « balsamique ». Ils sont restaurés et étudiés par le Ruysch Research Group, un consortium international composé d'historiens, anatomistes et chirurgiens russes et hollandais.
L'analyse historique et médicale de ces spécimens a été publiée en 2017. Elle montre que malgré la relative petitesse de la collection, elle comporte 63 spécimens de tératologie (identifiables du point de vue moderne) dont plusieurs cas rarissimes de tumeurs congénitales du fœtus, comme des tératomes intracraniaux dont l'incidence est de l'ordre de 0,43 par million de naissances.

## Éponymie
Ruysch est la dénomination historique des entités suivantes :
- maladie de Ruysch : mégacôlon congénital ou maladie de Hirschprung ;
- membrane de Ruysch : couche ou lame choriocapillaire de la choroïde ;
- tube de Ruysch : cavité tubulaire du septum nasal ou organe voméronasal (organe de Jacobson) ;
- veines de Ruysch : anastomoses entre les veines mésentériques et la veine cave inférieure.

Ruysch a décrit une structure imaginaire : il a cru distinguer au fond de l'utérus un muscle circulaire (le muscle de Ruysch) servant à expulser le placenta lors de la délivrance.

## Publications

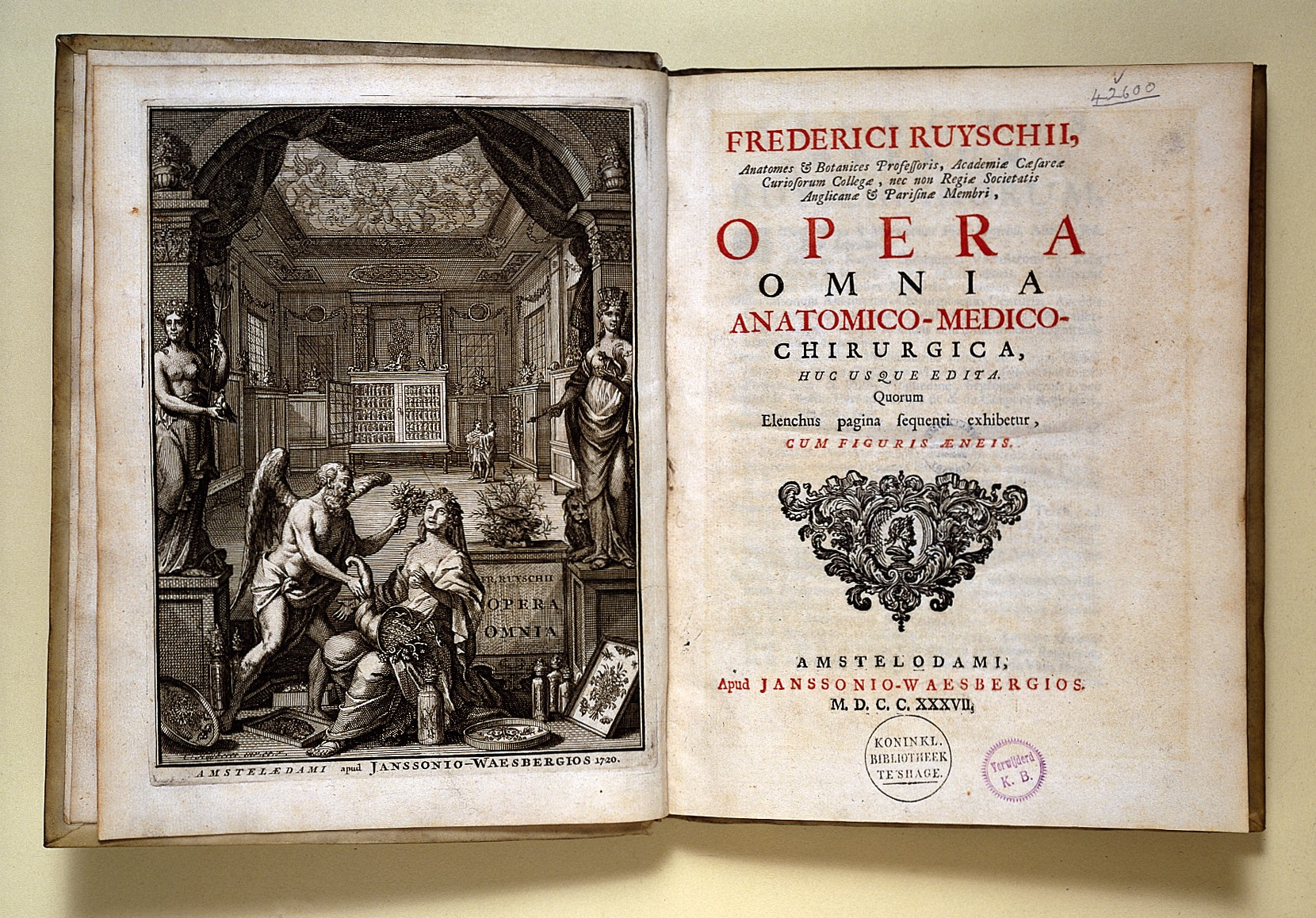
frontispice et page de titre de ses Œuvres complètes.

- Disputatio medica inauguralis de pleuritide Dissertation, Leyde, 1664.
- Dilucidatio valvularum in vasis lymphaticis et lacteis Hagae-Comitiae, ex officina H. Gael, 1665; Leyde, 1667; Amsterdam, 1720. 2. Aufl. 1742.
- Museum anatomicum Ruyschianum, sive catalogus rariorum quae in Authoris aedibus asservantur Amsterdam, 1691. 2. Aufl. 1721; 3. Aufl. 1737.
- Catalogus Musaei Ruyschiani. Praeparatorum Anatomicorum, variorum Animalium, Plantarum, aliarumque Rerum Naturalium Amsterdam: Janssonio-Waesbergios, 1731.
- Observationum anatomico-chirurgicarum centuria Amsterdam 1691; 2. Aufl. 1721: 3. Aufl. 1737.
- Epistolae anatomicae problematicae 14 Bände. Amsterdam, 1696-1701.
- Het eerste Anatomisch Cabinet. Amsterdam, Johan Wolters, 1701
- Thesaurus anatomicus. 10 Delen. Amsterdam, Johan Wolters, 1701–1716.
- Adversarium anatomico-medico-chirurgicorum decas prima Amsterdam 1717.
- Curae posteriores seu thesaurus anatomicus omnium precedentium maximus. Amsterdam, 1724.
- Thesaurus animalium primus Amsterdam, 1728. 18: Amsterdam, 1710, 1725.
- Curae renovatae seu thesaurus anatomicus post curas posteriores novus. Amsterdam, 1728.
- Samen met Herman Boerhaave: Opusculum anatomicum de fabrica glandularum in corpore humano, Leyde, 1722; Amsterdam, 1733.
- Tractatio anatomica de musculo in fundo uteri Amsterdam, 1723.
- Opera omnia 4 Bände. Amsterdam, 1721.
- Opera omnia anatomico-medico-chirurgica huc usque edita 5 Bände. Amsterdam, 1737.
- Herbarium Ruyschianum, in Musei Imperialis Petropolitani, vol. 1, pars secunda. Petropolitanae, 1745.